# Filippo Terracciano
Filippo Terracciano (Verona, 8 febbraio 2003) è un calciatore italiano, difensore o centrocampista della Cremonese, in prestito dal Milan.

## Biografia
È il figlio dell'ex calciatore Antonio Terracciano, a sua volta prodotto del settore giovanile del Verona.

## Caratteristiche tecniche
Giocatore molto duttile, può essere schierato in tutte le posizioni del centrocampo, ma viene schierato spesso anche da terzino o esterno su entrambe le fasce, o anche da difensore centrale. Fisicamente longilineo, abile tecnicamente e con ottimi tempi di inserimento offensivi, è altrettanto bravo in fase di contrasto.

## Carriera

### Club

#### Hellas Verona
Cresciuto nel settore giovanile dell'Hellas Verona, ha esordito in prima squadra il 15 dicembre 2021, nella partita di Coppa Italia persa per 3-4 contro l'Empoli. Il debutto in Serie A avviene invece il 20 marzo 2022, in occasione dell'incontro pareggiato per 1-1, ancora contro l'Empoli.
Il 4 Agosto seguente, Terracciano rinnova con la società scaligera fino al 2026.

#### Milan
L'8 gennaio 2024 viene acquistato a titolo definitivo dal Milan, sempre in Serie A, per circa 4,5 milioni di euro, più 1,5 di bonus, sottoscrivendo un contratto fino al 30 giugno 2028 con il club rossonero. Debutta due giorni dopo, subentrando ad Álex Jiménez al 61º minuto della partita persa per 2-1 contro l'Atalanta, valida per i quarti di finale di Coppa Italia. Il 15 febbraio seguente, fa il suo esordio nelle coppe europee, subentrando ad Alessandro Florenzi al 75º minuto della gara d'andata degli spareggi di UEFA Europa League contro il Rennes, vinta per 3-0.

#### Prestito alla Cremonese
L'11 agosto 2025 si trasferisce in prestito con obbligo di riscatto al verificarsi di determinate condizioni alla Cremonese, neopromossa in Serie A.

### Nazionale
Ha giocato nelle nazionali giovanili under 18, under 19 e under 20.
Il 19 novembre 2022 esordisce con la nazionale under 21, guidata da Paolo Nicolato, entrando nei minuti finali dell'amichevole persa per 4-2 contro i pari età della Germania ad Ancona.

## Statistiche

### Presenze e reti nei club
Statistiche aggiornate all'11 agosto 2025.
| Stagione        | Squadra         | Campionato      | Campionato | Campionato | Coppe nazionali | Coppe nazionali | Coppe nazionali | Coppe continentali | Coppe continentali | Coppe continentali | Altre coppe | Altre coppe | Altre coppe | Totale | Totale |
| Stagione        | Squadra         | Comp            | Pres       | Reti       | Comp            | Pres            | Reti            | Comp               | Pres               | Reti               | Comp        | Pres        | Reti        | Pres   | Reti   |
| --------------- | --------------- | --------------- | ---------- | ---------- | --------------- | --------------- | --------------- | ------------------ | ------------------ | ------------------ | ----------- | ----------- | ----------- | ------ | ------ |
| 2021-2022       | Verona          | A               | 1          | 0          | CI              | 1               | 0               | -                  | -                  | -                  | -           | -           | -           | 2      | 0      |
| 2022-2023       | Verona          | A               | 20         | 0          | CI              | 0               | 0               | -                  | -                  | -                  | -           | -           | -           | 20     | 0      |
| 2023-gen. 2024  | Verona          | A               | 18         | 0          | CI              | 1               | 0               | -                  | -                  | -                  | -           | -           | -           | 19     | 0      |
| Totale Verona   | Totale Verona   | Totale Verona   | 39         | 0          |                 | 2               | 0               |                    | -                  | -                  |             | -           | -           | 41     | 0      |
| gen.-giu. 2024  | Milan           | A               | 3          | 0          | CI              | 1               | 0               | UEL                | 2                  | 0                  | -           | -           | -           | 6      | 0      |
| 2024-2025       | Milan           | A               | 13         | 0          | CI              | 1               | 0               | UCL                | 2                  | 0                  | SI          | 1           | 0           | 17     | 0      |
| Totale Milan    | Totale Milan    | Totale Milan    | 16         | 0          |                 | 2               | 0               |                    | 4                  | 0                  |             | 1           | 0           | 23     | 0      |
| 2025-2026       | Cremonese       | A               | -          | -          | CI              | -               | -               | -                  | -                  | -                  | -           | -           | -           | -      | -      |
| Totale carriera | Totale carriera | Totale carriera | 55         | 0          |                 | 4               | 0               |                    | 4                  | 0                  |             | 1           | 0           | 64     | 0      |

### Cronologia presenze e reti in nazionale
| Cronologia completa delle presenze e delle reti in nazionale ― Italia under 21 | Cronologia completa delle presenze e delle reti in nazionale ― Italia under 21 | Cronologia completa delle presenze e delle reti in nazionale ― Italia under 21 | Cronologia completa delle presenze e delle reti in nazionale ― Italia under 21 | Cronologia completa delle presenze e delle reti in nazionale ― Italia under 21 | Cronologia completa delle presenze e delle reti in nazionale ― Italia under 21 | Cronologia completa delle presenze e delle reti in nazionale ― Italia under 21 | Cronologia completa delle presenze e delle reti in nazionale ― Italia under 21 |
| Data                                                                           | Città                                                                          | In casa                                                                        | Risultato                                                                      | Ospiti                                                                         | Competizione                                                                   | Reti                                                                           | Note                                                                           |
| ------------------------------------------------------------------------------ | ------------------------------------------------------------------------------ | ------------------------------------------------------------------------------ | ------------------------------------------------------------------------------ | ------------------------------------------------------------------------------ | ------------------------------------------------------------------------------ | ------------------------------------------------------------------------------ | ------------------------------------------------------------------------------ |
| 19-11-2022                                                                     | Ancona                                                                         | Italia under 21                                                                | 2 – 4                                                                          | Germania under 21                                                              | Amichevole                                                                     | -                                                                              | 89’                                                                            |
| Totale                                                                         |                                                                                | Presenze                                                                       | 1                                                                              |                                                                                | Reti                                                                           | 0                                                                              |                                                                                |

## Palmarès
- Supercoppa italiana: 1

Milan: 2024